# Comentário Geral
O Comentário Geral foi um programa de televisão brasileiro transmitido em rede nacional pela TV Brasil entre 2003 e 2011, e que explorava semanalmente um tema único o qual era discutido por vários comentaristas, fixos e convidados.

## Histórico
Apresentado inicialmente por Michel Melamed e Luiza Sarmento entre 2003 e 2009. Em 2010, o ator pernambucano Renato Góes apresentou o programa ao lado de Luiza Sarmento.

## Comentaristas principais

### 2006
- Ancelmo Gois
- Carlos Alberto Teixeira (c.a.t.)[1]
- Chico Alencar
- José Renato Azvaradel
- Marcia Disitzer
- Sérgio du Bocage